# Sunday Graphic

Le Sunday Graphic est un journal tabloïd britannique hebdomadaire paru de 1915 à 1960 et dont le siège était situé sur Fleet Street, à Londres.

## Histoire
Créé en 1915 sous le titre Sunday Herald, il est ensuite renommé Illustrated Sunday Herald. En 1927, il prend le nom de Sunday Graphic, devenant le concurrent du journal illustré The Graphic. En 1931, il fusionne avec le Sunday News (Lloyd's Weekly Newspaper (en)). Il cesse de paraître le 4 décembre 1960,, lorsqu'il est absorbé par The Sunday Times. Il a alors une diffusion d'environ un million de lecteurs.

## Directeurs de la rédaction
Voici les directeurs de la publication successifs du Sunday Graphic. 
- 1926 : T. Hill
- 1931 : Alan Sinclair
- 1935 : Reginald Simpson
- 1947 : M. Watts
- 1947 : N. Hamilton
- 1948 : Iain Lang
- 1949 : A. J. Josey
- 1950 : Barry Horniblow
- 1952 : Philip Brownrigg
- 1953 : Mike Randall (en)
- 1953 : Gordon McKenzie (en)
- 1958 : Allan Hall (en)
- 1959 : Robert Anderson
- 1960 : Andrew Ewart